# Résolution 1414 du Conseil de sécurité des Nations unies
Membres permanents
- Chine
- États-Unis
- France
- Royaume-Uni
- Russie

Membres non permanents
- Bulgarie
- Cameroun
- Colombie
- Guinée
- Irlande
- Mexique
- Maurice
- Norvège
- Singapour
- Syrie

Résolution no 1413 Résolution no 1415
La Résolution 1414 est une résolution du Conseil de sécurité de l'ONU qui a été votée le 23 mai 2002 et qui recommande à l'Assemblée générale d'admettre comme nouveau membre des Nations unies le pays suivant : le Timor oriental.

## Contexte historique
Le pays est admis à l'ONU le 27 septembre 2002,.

## Texte
- Résolution 1414 Sur fr.wikisource.org
- Résolution 1414 Sur en.wikisource.org